# Заршин
Заршин (пол. Zarszyn) — лемківське село в Польщі, у гміні Заршин Сяноцького повіту Підкарпатського воєводства. Розташоване в середньому Бескиді. Населення — 985 осіб (2011).

## Географія
Розташоване на державній дорозі № 28, у мальовничій долині річки Пельниця, за 15 км на захід від міста Сянок та за 50 км на південь від міста Ряшів.

## Історія
Знаходилось у смузі лемківських сіл на межі з Малопольщею і тому піддавалось латинізації та полонізації. З 1340 до 1772 року село входило до складу Сяноцької землі Руського воєводства (Королівства Польського, Речі Посполитої). 30 жовтня 1395 р. в Меденичах король Владислав II Ягайло подарував Яхнику Дзевечку з Сосвошова королівське містечко Заршин з передмістям і село Довге в Сяноцькій землі. В 1500 р. в селі вже був замок. З 1772 до 1918 року село входило до складу Сяніцького повіту Королівства Галичини та Володимирії монархії Габсбургів (з 1867 року Австро-Угорщини).
На початку ХІХ ст. єзуїти-власники Заршина і Довгого насильно провели латинізацію місцевого населення.
У 1876 р. прокладена залізниця і побудована залізнична станція.
У 1895 р. Заршин поділявся на містечко і передмістя, було 193 будинки і 959 мешканців (6 грекокатоликів, 825 римокатоликів і 128 юдеїв).
Під час Першої світової війни Заршин зазнав значних руйнувань, а в 1934 р. позбавлений міських прав. У міжвоєнний час Заршин входив до Сяніцького повіту Львівського воєводства.
Грекокатолики Заршина належали до парафії Новосільці (з 1930 р. — Буківського деканату), метричні книги велися з 1784 р.
У 1975-1998 роках село належало до Кросненського воєводства.

## Демографія
Демографічна структура станом на 31 березня 2011 року:
|          | Загалом | Допрацездатний вік | Працездатний вік | Постпрацездатний вік |
| -------- | ------- | ------------------ | ---------------- | -------------------- |
| Чоловіки | 474     | 107                | 322              | 45                   |
| Жінки    | 511     | 95                 | 293              | 123                  |
| Разом    | 985     | 202                | 615              | 168                  |